# والتر كينيدي
والتر كينيدي (بالإنجليزية: J. Walter Kennedy) (و. 1912 – 1977 م) هو رائد أعمال، وسياسي، من الولايات المتحدة الأمريكية، ولد في ستامفورد، توفي في ستامفورد، عن عمر يناهز 65 عاماً.

## مناصب
تولى منصب رئيس الرابطة الوطنية لكرة السلة الأمريكية ‏ (1963–1975).

## التعليم
تعلم في نوتردام.